# Spine of God
Spine of God – jest to drugie wydawnictwo, a zarazem pierwsza płyta długogrająca stonermetalowego zespołu Monster Magnet. Album nagrano w Subterranean Sound i Spahn Ranch Studio. W marcu 2006 album ukazał się z nową oprawą graficzną i wersją demo utworu Ozium jako utworem dodatkowym.

## Utwory
1. Pill Shovel 4:00
2. Medicine 3:21
3. Nod Scene 6:46
4. Black Mastermind 6:13
5. Zodiac Lung 4:44
6. Spine Of God 8:02
7. Snake Dance 3:10
8. Sin's A Good Man's Brother 3:31
9. Ozium 8:01
10. Ozium (Demo, Bonus Track)

## Skład
- Dave Wyndorf – wokal, gitara
- Joe Calandra – gitara basowa
- John McBain – gitara
- Tim Cronin – perkusja